# Mendozasaurus
 Mendozasaurus  ist eine Gattung sauropoder Dinosaurier aus der Gruppe der Titanosauria, die während der Oberkreide in Südamerika lebte.
Bisher sind fragmentarische Überreste bekannt, die unter anderem den Großteil der Gliedmaßen und eine Schwanzwirbel-Serie mit einschließen und auf das späte Turonium bis späte Coniacium datiert werden. Wie einige andere Titanosaurier trug er Hautknochenplatten (Osteoderme). Einzige bekannte Art ist Mendozasaurus neguyelap.

## Merkmale
Mendozasaurus war ein großer Titanosaurier und wird auf eine Länge von 18 bis 27 Metern geschätzt. Wie bei allen Sauropoden handelt es sich um einen vierbeinigen Pflanzenfresser mit langem Hals und Schwanz. Zusammen mit dem Typus-Skelett wurden zwei kleine und zwei große Osteoderme gefunden: Die kleinen Osteoderme entsprechen der Form eines Ellipsoids (sind auf Ober- und Unterseite konvex) und erreichen eine Länge von 8,1 cm und eine Höhe von 4,4 cm; anders als bei Saltasaurus zeigen sie keine Stacheln. Die größeren Osteoderme erreichen 17,5 cm Länge und 15,3 cm Höhe, sind aber an der Unterseite nur leicht konvex. Dieser Typ zeigt Ähnlichkeiten mit den Osteodermen von Ampelosaurus. Wie bei anderen Titanosauriern dienten die Osteoderme wahrscheinlich nicht der Verteidigung – stattdessen handelte es sich möglicherweise um Calcium-Reservoire.
Von verwandten Gattungen lässt er sich durch eine einzigartige Kombination von Merkmalen unterscheiden: Beispielsweise weisen die hinteren mittleren Halswirbel hohe Dornfortsätze auf, die seitlich fächerartig verbreitert sind und deutlich breiter als die Wirbelkörper sind. Die mittleren Schwanzwirbel sind mittelmäßig procoel (auf der Vorderseite konkav), wobei die hinteren Gelenkknorren (Kondylen) stark reduziert und nach oben verschoben sind.

## Systematik
Innerhalb der Titanosauria wird Mendozasaurus zu den Titanosauridae (=Lithostrotia) gestellt. Er gilt naher Verwandter von Futalognkosaurus – beide Gattungen werden auch als Lognkosauria zusammengefasst. Als Schwestertaxon der Longkosauria wurde Malawisaurus vorgeschlagen. Bei dem im Jahr 2011 beschriebenen Traukutitan könnte es sich um einen weiteren, späten Vertreter der Lognkosauria handeln.
Dieses Kladogramm wurde vereinfacht nach Calvo und Kollegen (2007):
|              | Malawisaurus                                                       |
|              |                                                                    |
| Lognkosauria | \| \| Mendozasaurus \| \| \| \| \| \| Futalognkosaurus \| \| \| \| |
|              | \| \| Mendozasaurus \| \| \| \| \| \| Futalognkosaurus \| \| \| \| |
|              | Mendozasaurus                                                      |
|              |                                                                    |
|              | Futalognkosaurus                                                   |
|              |                                                                    |

|  | Mendozasaurus    |
|  |                  |
|  | Futalognkosaurus |
|  |                  |

## Forschungsgeschichte, Funde und Namensgebung
Alle bisherigen Funde stammen aus einem südlich von Cerro Guillermo gelegenen Fundort in der argentinischen Provinz Mendoza. Die ersten Fossilien wurden von zwei Ölarbeitern entdeckt. Zwischen 1998 und 2001 fanden paläontologische Expeditionen statt, welche im Mendozasaurus-Fundort sowie nahegelegenen Fundorten gruben und neben dem Mendozasaurus-Typexemplar weitere Fossilien von Titanosauriern, Theropoden und Schildkröten bargen. Zwischen 2001 und 2003 konnten zudem Halswirbel von Mendozasaurus geborgen werden. Die Gesteine des Fundorts wurden durch Flüsse (fluviatil) in einer Überschwemmungsebene abgelagert. Sie werden der Río-Neuquén-Subgruppe zugerechnet, einem Schichtglied der Neuquen-Gruppe. Die Mendozasaurus-Fossilien befinden sich heute im Instituto Argentino de Nivología des Glaciología y Ciencias Ambientales.
Das Holotyp-Material (Exemplarnummer IANIGLA-PV 065/1-24: 22) besteht aus 22, größtenteils im anatomischen Verbund vorgefundenen Schwanzwirbeln und zwei Chevron-Knochen. Zusammen mit dem Holotyp wurden verschiedene, aus dem anatomischen Zusammenhang gerissene Knochen gefunden, darunter ein Rückenwirbel, ein Brustbein (Sternum), ein Schulterblatt (Scapula), Teile des Arms (ein Oberarmknochen (Humerus), Elle und Speiche (Radius und Ulna) und vier Mittelhandknochen), Teile eines Schambeins sowie Teile der Hinterbeine (Oberschenkelknochen (Femur), Schienbein (Tibia), Wadenbein (Fibla), fünf Mittelfußknochen (Metatarsalia), zwei Krallen). Während das Holotyp-Exemplar von einem relativ schlank gebauten erwachsenen Individuum mit schätzungsweise 18 Metern Länge stammt, gehören die anderen Knochen zu mindestens einem weiteren Individuum, das etwa 15 % größer war. Noch größere Fossilien wurden in der Nähe gefunden. Später wurden dieser Gattung Halswirbel aus demselben Fundort zugeschrieben.
Mendozasaurus wurde 2003 von Bernardo González Riga erstmals wissenschaftlich beschrieben. Der Name weist auf die Provinz Mendoza. Der zweite Teil des Artnamens, neguyelap, setzt sich zwei indigenen Wörtern aus der Sprache Millcayac zusammen: neguy – „erste“ und yelap – „Bestie“. Dieser Name soll auf den Umstand hinweisen, dass es sich um den ersten in der Provinz Mendoza entdeckten benannten Dinosaurier handelt.